# Chanzanaq (ort i Iran)
Chanzanaq är en ort i Iran.   Den ligger i provinsen Östazarbaijan, i den nordvästra delen av landet, 500 km nordväst om huvudstaden Teheran. Chanzanaq ligger 1 693 meter över havet och antalet invånare är 126.
Terrängen runt Chanzanaq är varierad, och sluttar söderut.Runt Chanzanaq är det ganska glesbefolkat, med 35 invånare per kvadratkilometer. Närmaste större samhälle är Khvājeh, 11,1 km söder om Chanzanaq. Trakten runt Chanzanaq består i huvudsak av gräsmarker.